# Esteio (kommun)
Esteio är en kommun i Brasilien.   Den ligger i delstaten Rio Grande do Sul, i den södra delen av landet, 1 600 km söder om huvudstaden Brasília. Antalet invånare är 80 669.
Följande samhällen finns i Esteio:
- Esteio

Runt Esteio är det i huvudsak tätbebyggt. Runt Esteio är det mycket tätbefolkat, med 2 431 invånare per kvadratkilometer.